# Ivan Sjvarts
Ivan Grigorjevitj Sjvarts (tyska: Johann Georg Schwarz, ryska: Иван Григорьевич Шварц), född 1751 i Transsylvanien, död 17 februari 1784 i Moskva guvernement, var en rysk filosof av tysk börd.
Sjvarts kom 1776 till Moskva, där han 1779 utnämndes till extra ordinarie professor i tyska språket vid Moskvauniversitetet. Han sympatiserade med Nikolaj Novikovs mystik och filantropiska strävanden och inrättade 1779 vid universitetet ett pedagogiskt seminarium och kallades till professor i filosofi. Efter en utländsk studieresa återupptog han sitt folkbildningsarbete i Moskva 1782, men hans offentliga föreläsningar måste snart inställas.